# Rhabinogana cloanthoides
Rhabinogana cloanthoides är en fjärilsart som beskrevs av Augustus Radcliffe Grote 1880. Rhabinogana cloanthoides ingår i släktet Rhabinogana och familjen nattflyn. Inga underarter finns listade.